# Мезорегіон Араракуара
Араракуа́ра (порт. Mesorregião de Araraquara) — адміністративно-статистичний мезорегіон в Бразилії. Один із п'ятнадцяти мезорегіонів штату Сан-Паулу. Населення становить 800 644 чоловік на 2006 рік. Займає площу 9 455.299 км². Густота населення — 84.7 чол./км².

## Склад мезорегіону
В мезорегіон входять наступні мікрорегіони:
1. Араракуара
2. Сан-Карлус

| Бразилія | Це незавершена стаття з географії Бразилії. Ви можете допомогти проєкту, виправивши або дописавши її. |